# Assedio di Budapest
L'assedio di Budapest (o battaglia di Budapest, nella letteratura tedesca Schlacht um Budapest, nella storiografia sovietica indicata come operazione Budapest - Будапештская операция, Budapeštskaja operacija) fu un sanguinoso e prolungato scontro combattuto tra l'Armata Rossa (con il concorso di numerosi reparti del Forțele Terestre Române) e la Wehrmacht tedesca, supportata dai suoi alleati ungheresi, durante la seconda guerra mondiale sul fronte orientale per il possesso della capitale magiara. Il violentissimo combattimento finale tra le forze tedesco-ungheresi rimaste accerchiate a Budapest dal 26 dicembre 1944 e le truppe d'assalto sovietiche (protrattosi per oltre un mese all'interno della cerchia cittadina) giunse al termine di una serie di offensive lanciate dall'Armata Rossa in Ungheria a partire dal 29 ottobre 1944, che provocarono aspri e ripetuti scontri con le riserve corazzate tedesche tenacemente decise, secondo le direttive di Hitler, ad impedire una vittoria sovietica.
Le operazioni si conclusero il 13 febbraio del 1945 con la distruzione di gran parte dei reparti accerchiati e la resa delle residue forze tedesche a Budapest, quando ormai gran parte del territorio ungherese era in mano sovietica.

## L'avanzata dell'Armata Rossa in Ungheria

### La situazione ungherese
Sin dalla metà degli anni Trenta, l'Ungheria, uscita pesantemente ridimensionata dopo la prima guerra mondiale, si era dimostrata assai in sintonia con i regimi instauratisi in Italia e Germania; tale sintonia agevolò il sostegno dei governi italiano e tedesco alle richieste ungheresi circa una positiva soluzione di alcune dispute territoriali lasciate aperte dal Trattato del Trianon. Grazie al primo e al secondo arbitrato di Vienna, quindi, l'Ungheria ottenne significative concessioni sia sul confine cecoslovacco che su quello rumeno. Nel 1940, su pressione tedesca, l'Ungheria siglò il Patto Tripartito, entrando in guerra a fianco delle potenze dell'Asse. A dispetto delle speranze iniziali di evitare il coinvolgimento diretto nelle operazioni militari, il governo ungherese fu presto costretto a offrire truppe e mezzi nelle campagne di Jugoslavia e di Russia.
La partecipazione di un cospicuo contingente alla guerra sul Fronte orientale costò all'Ungheria gravi perdite umane e materiali; l'intera 2ª Armata venne distrutta durante l'offensiva Ostrogorzk-Rossoš nel gennaio 1943, provocando malcontento in Ungheria e gravi preoccupazioni per il governo filo-tedesco dell'ammiraglio Miklós Horthy, desideroso di evitare una catastrofe, timoroso del possibile arrivo dell'Armata Rossa e quindi alla ricerca di contatti con le potenze anglosassoni per sganciarsi dallo scomodo alleato tedesco.
Già prima che nel settembre del 1944 le forze sovietiche arrivassero a minacciare direttamente il confine ungherese, il governo di Budapest aveva avviato trattative segrete per una pace separata con gli Alleati. Avvisato di queste trattative, Hitler diede il via il 27 marzo del 1944 all'Operazione Margarethe, così da prevenire i danni di un'eventuale fuoriuscita dell'Ungheria dall'Asse: truppe della Wehrmacht occuparono importanti nodi strategici e industriali in territorio ungherese e l'Ammiraglio Horthy, reggente di Ungheria, fu posto agli arresti domiciliari dai tedeschi.

### I primi attacchi sovietici
La grande offensiva sovietica di Iași-Chișinău, iniziata il 20 agosto 1944, provocò l'immediato crollo delle forze tedesco-rumene del Gruppo d'armate Sud Ucraina al comando del generale Johannes Friessner e accelerò in pochi giorni la destituzione del Capo di Stato rumeno Ion Antonescu, sostituito da un nuovo governo che immediatamente dichiarò guerra alla Germania e passò a combattere a fianco dell'Armata Rossa. Il conseguente disastro completo delle forze tedesche permise al 2º Fronte ucraino del generale Rodion Malinovskij ed al 3º Fronte ucraino del generale Fëdor Tolbuchin (coordinati dal rappresentante dello Stavka, maresciallo Semën Timošenko) di avanzare rapidamente occupando Bucarest già il 2 settembre e raggiungendo i confini con la Bulgaria e con l'Ungheria.

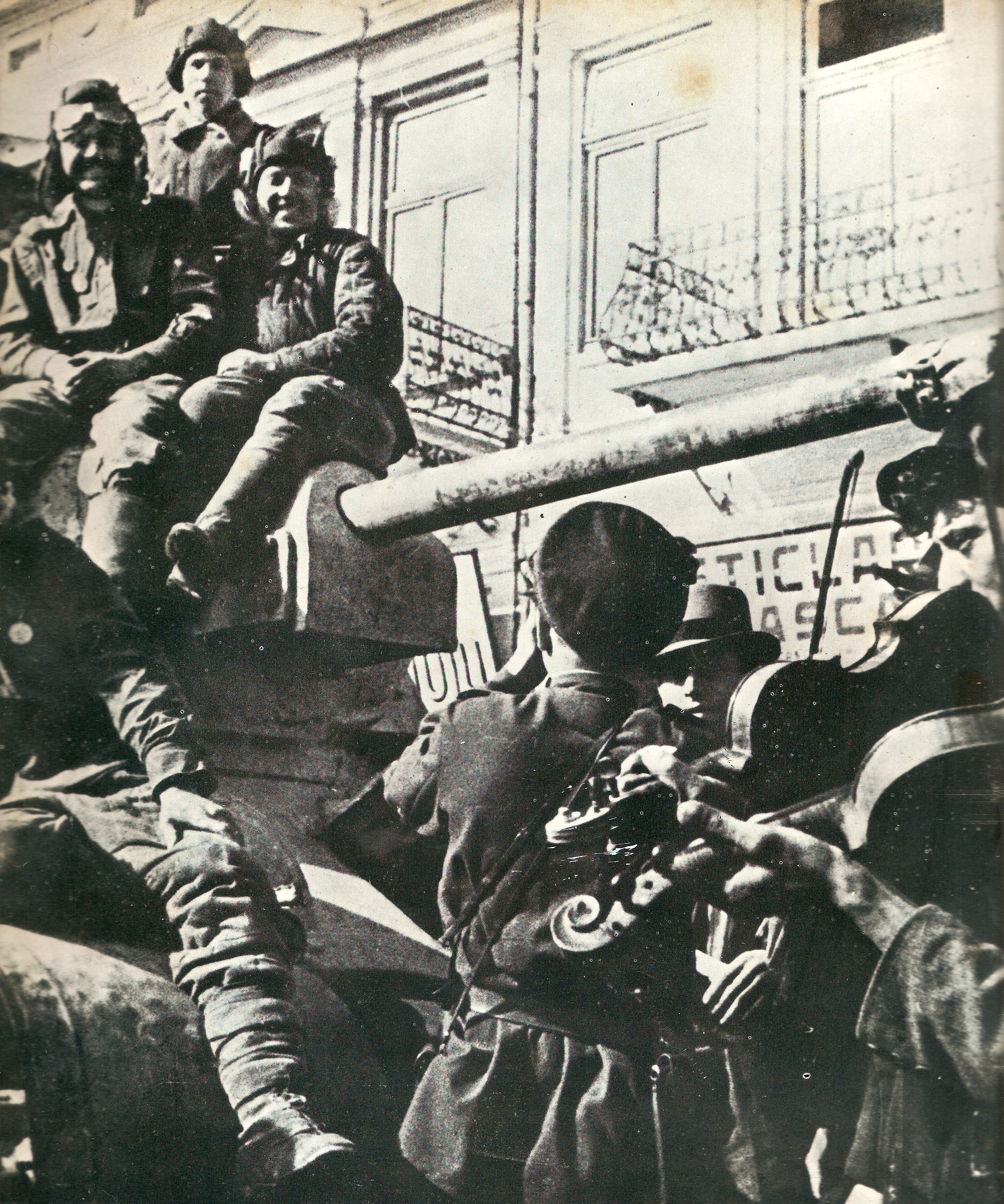
L'equipaggio di un T-34 riceve l'accoglienza della popolazione di una città rumena durante l'offensiva Iași-Chișinău

Mentre le forze del generale Tolbuchin marciavano direttamente in Bulgaria, anch'essa passata l'8 settembre dalla parte sovietica dopo aver dichiarato guerra alla Germania, il maresciallo Malinovskij occupò facilmente i passi dei Carpazi, riorganizzò le sue forze per avanzare nella Transilvania e nelle pianure ungheresi. Il comando del Gruppo d'armate tedesco del generale Friessner (che il 24 settembre sarebbe stato ridenominato Gruppo d'armate Sud), cercò nelle prime settimane di settembre di organizzare un nuovo schieramento difensivo, impiegando per contribuire alla difesa, anche alcune armate ungheresi affrettatamente costituite, con soldati dal morale basso e con armamenti poco efficienti.
Con l'aiuto di alcune formazioni corazzate tedesche di riserva dirottate in Transilvania dalla Slovacchia, il generale Friessner sferrò alcuni contrattacchi da Cluj verso sud per facilitare il ripiegamento delle forze tedesco-ungheresi del cosiddetto Armeegruppe Wöhler (8ª Armata tedesca del generale Otto Wöhler) che rischiava di rimanere isolato a nord dopo il crollo del fronte tedesco-rumeno, mentre il maresciallo Malinovskij marciò contemporaneamente verso Cluj e Turda e verso Timișoara e Arad dove l'avanzata sovietica, rafforzata dal contributo di importanti contingenti rumeni, fu facilitata dalla debolezza delle forze ungheresi presenti sul posto. Mentre a Cluj i reparti tedeschi del cosiddetto Armeegruppe Fretter-Pico (6ª Armata tedesca del generale Maximilian Fretter-Pico e 2ª Armata ungherese) riuscirono a contenere le forze sovietiche, già il 24 settembre le armate del fianco sinistro del maresciallo Malinovskij (53ª Armata, 18º Corpo corazzato e 1ª Armata rumena) raggiunsero il confine ungherese a Makó dopo aver liberato Arad e Timișoara.
Dopo una breve fase di riorganizzazione e rafforzamento, a partire dal 6 ottobre il maresciallo Malinovskij sferrò la cosiddetta "Operazione Debrecen", una grande offensiva combinata che prevedeva di marciare contemporaneamente da Arad verso Budapest (con la 53ª, la 46ª Armata e il Gruppo di cavalleria meccanizzata - KMG, Konno-Mechanizirovannaja Gruppa - del generale Pliev), da Oradea verso Debrecen con la potente 6ª Armata corazzata delle guardie del generale Andrej Kravčenko, da Cluj sempre verso Debrecen (con la 27ª Armata ed il Gruppo di cavalleria meccanizzata del generale Gorškov) per isolare ed accerchiare le forze tedesco-ungheresi. L'offensiva fu duramente contrastata dalle forze tedesco-ungheresi, in fase di rafforzamento con l'afflusso di numerose Panzer-Division tedesche e divisioni Waffen-SS con cui il Comando tedesco sperava addirittura di passare alla controffensiva: sulla sinistra i sovietici riuscirono a raggiungere il Tibisco, conquistando Mezőtúr e Szeged, mentre sulla destra venne finalmente conquistata Cluj.
Per accelerare la marcia su Debrecen, il Gruppo Pliev e il Gruppo Gorškov vennero dirottati a nord per rafforzare la 6ª Armata corazzata delle guardie duramente contrastata ad Oradea; Debrecen infine cadde il 20 ottobre ed i carri armati sovietici raggiunsero anche Nyíregyháza il 22 ottobre, minacciando di isolare l'8ª Armata tedesca e due armate ungheresi nella Transilvania settentrionale. Ma il generale Friessner passò al contrattacco e le Panzer-Division inflissero una serie di scacchi alle forze mobili nemiche, riconquistando il 25 ottobre Nyíregyháza, e favorendo il ripiegamento tedesco sulla linea del Tibisco. Mentre la situazione a nord migliorava per le forze tedesco-ungheresi, il maresciallo Malinovskij stava però già organizzando la sua offensiva principale a sud direttamente contro Budapest, per sfruttare i successi conseguiti dalle sue armate del fianco sinistro e conquistare rapidamente la capitale magiara.

### Tentativo di defezione ungherese

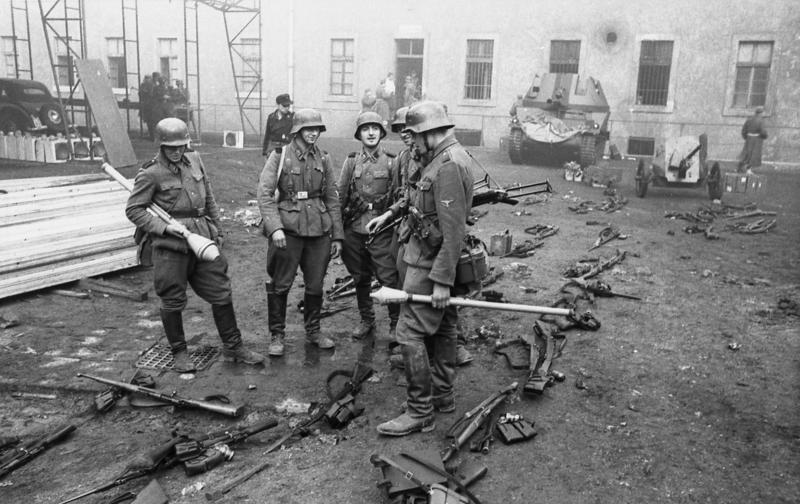
Soldati delle Waffen-SS a Budapest, durante l'occupazione tedesca della città nell'ottobre 1944.

Di fronte ai catastrofici sviluppi della situazione militare e all'avvicinarsi dell'Armata rossa, l'Ammiraglio Horthy, dopo aver tentato di prendere accordi con le potenze anglosassoni si era deciso infine ad entrare in trattative con l'Unione Sovietica, inviando a Mosca alla fine di settembre 1944, il maresciallo Farago (ex addetto militare in Russia). Già il 15 ottobre 1944 l'Ammiraglio annunciò con un comunicato radiofonico la firma dell'armistizio tra l'Unione Sovietica e l'Ungheria, ma, al corrente delle trattative, Hitler reagì brutalmente, coadiuvato dai rappresentanti del Reich in Ungheria, Rahn, Veesenmeyer e Winkelmann, per fronteggiare la defezione del suo ultimo alleato: il colonnello Skorzeny, alla testa di alcuni uomini del suo reparto scelto delle SS lo Jagdkommando, rapì Horthy (dopo aver segregato qualche giorno prima anche il figlio dell'ammiraglio come ostaggio) e lo trasportò in Germania.
Due divisioni di cavalleria corazzata Waffen-SS occuparono Budapest (Operazione Panzerfaust), favorendo la costituzione di un nuovo governo filo-nazista. Horthy fu costretto alle dimissioni e a capo del nuovo governo fu insediato il leader di destra Ferenc Szálasi, capo del Partito delle Croci Frecciate, che instaurò un violento regime di terrore. Una parte dell'Esercito ungherese (la Honvéd) però defezionò a favore dei russi, come fecero il maresciallo Miklos (comandante della 1ª Armata), il generale Veress, e il generale Vörös, capo di Stato maggiore generale. Szálasi riuscì comunque ad organizzare una parte dell'Esercito per combattere contro l'Armata Rossa, appoggiandosi ad elementi ultranazionalisti e fidando sul tradizionale odio contro i rumeni e i russi; vennero inoltre costituite milizie di Croci Frecciate e due nuove divisioni Waffen-SS di reclutamento locale.
In questo modo Hitler e l'Alto comando tedesco riuscirono ancora una volta a stabilizzare la situazione ed a mantenere nel campo tedesco l'alleato ungherese, salvaguardando almeno temporaneamente il prezioso approvvigionamento del petrolio proveniente dai pozzi situati nella zona del lago Balaton e continuando a proteggere il fianco meridionale delle proprie linee di difesa.

## L'assalto su Budapest

### L'offensiva dell'Armata Rossa

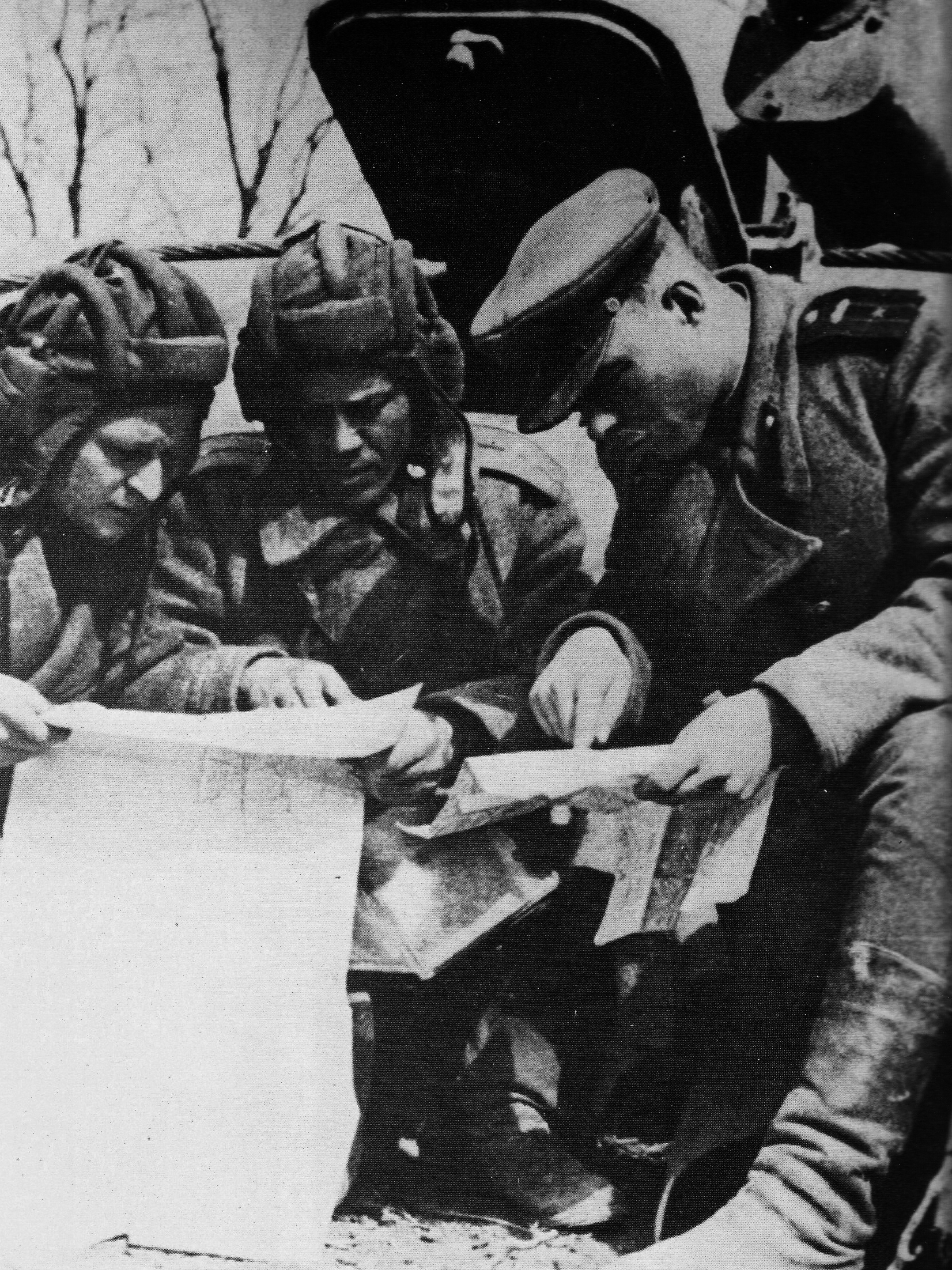
Equipaggi di carri sovietici discutono dettagli tattici durante l'offensiva su Budapest.

Il 29 ottobre 1944 l'Armata Rossa lanciò la sua prima offensiva in forze contro Budapest; in realtà il maresciallo Malinovskij, comandante del 2º Fronte ucraino, avrebbe voluto rinviare l'inizio dell'attacco di almeno cinque giorni per permettere l'afflusso delle riserve del 4º Corpo meccanizzato delle guardie (in arrivo dalla Jugoslavia dopo la vittoriosa marcia su Belgrado) e il raggruppamento e il rafforzamento logistico delle sue forze, ma Stalin in persona, durante un duro scambio di vedute telefonico, impose di iniziare immediatamente l'offensiva su Budapest, sottolineando la necessità di conquistare la capitale ungherese al più presto anche per motivi di alta politica internazionale e per rafforzare la posizione diplomatica dell'Unione Sovietica nei confronti dei suoi alleati anglosassoni.
Il piano dello Stavka prevedeva un attacco frontale diretto su Budapest con una massa principale, concentrata nel Grande Alföld ungherese tra il Tibisco e il Danubio, costituita dalla 46ª Armata (generale Slemin) rinforzata con il 2º Corpo meccanizzato delle guardie (generale Sviridov); più a nord, nell'area di Szolnok, avrebbe attaccato la 7ª Armata delle guardie (generale Sumilov) cercando di attraversare il Tibisco ed aprire il passo per la forza mobile di sfruttamento della 6ª Armata corazzata delle guardie (generale Kravčenko). Budapest sarebbe stata attaccata da est e da sud-est con il concorso finale del 4º Corpo meccanizzato delle guardie (generale Ždanov). Sul fianco destro di Malinovskij, la 40ª (generale Žmačenko), la 27ª (generale Trofimenko) e la 53ª Armata (generale Managarov), rinforzate dalle divisioni rumene e dai resti del Gruppo di cavalleria meccanizzata del generale Pliev, reduce dalle sconfitte nell'area di Debrecen, avrebbero attaccato da Nyíregyháza verso Miskolc, per attirare le riserve tedesche e facilitare la manovra principale.
L'offensiva ebbe quindi inizio il 29 ottobre 1944, come tassativamente imposto da Stalin, ed inizialmente si sviluppò con successo per le forze sovietiche. La 46ª Armata travolse le deboli forze ungheresi della 3ª Armata schierate in difesa, e le unità meccanizzate avanzarono verso nord-ovest occupando il 1º novembre l'importante centro di Kecskemét dopo aver respinto i tentativi di resistenza del 4º Panzerkorps (24. Panzer-Division, 4. SS "Polizei" e 1ª Divisione corazzata ungherese), mentre la 7ª Armata delle guardie attraversò il Tibisco. Il 4 novembre 1944 i due corpi meccanizzati di punta delle forze sovietiche della 46ª Armata (2º e 4º Corpo meccanizzato delle guardie, quest'ultimo appena arrivato dopo la liberazione di Belgrado) raggiunsero i sobborghi est di Budapest, a soli venti chilometri dal centro della città; mentre sulla loro destra fecero ulteriori progressi anche le unità mobili della 6ª Armata corazzata delle guardie e i fucilieri della 7ª Armata delle guardie che occuparono Szolnok e Cegléd.

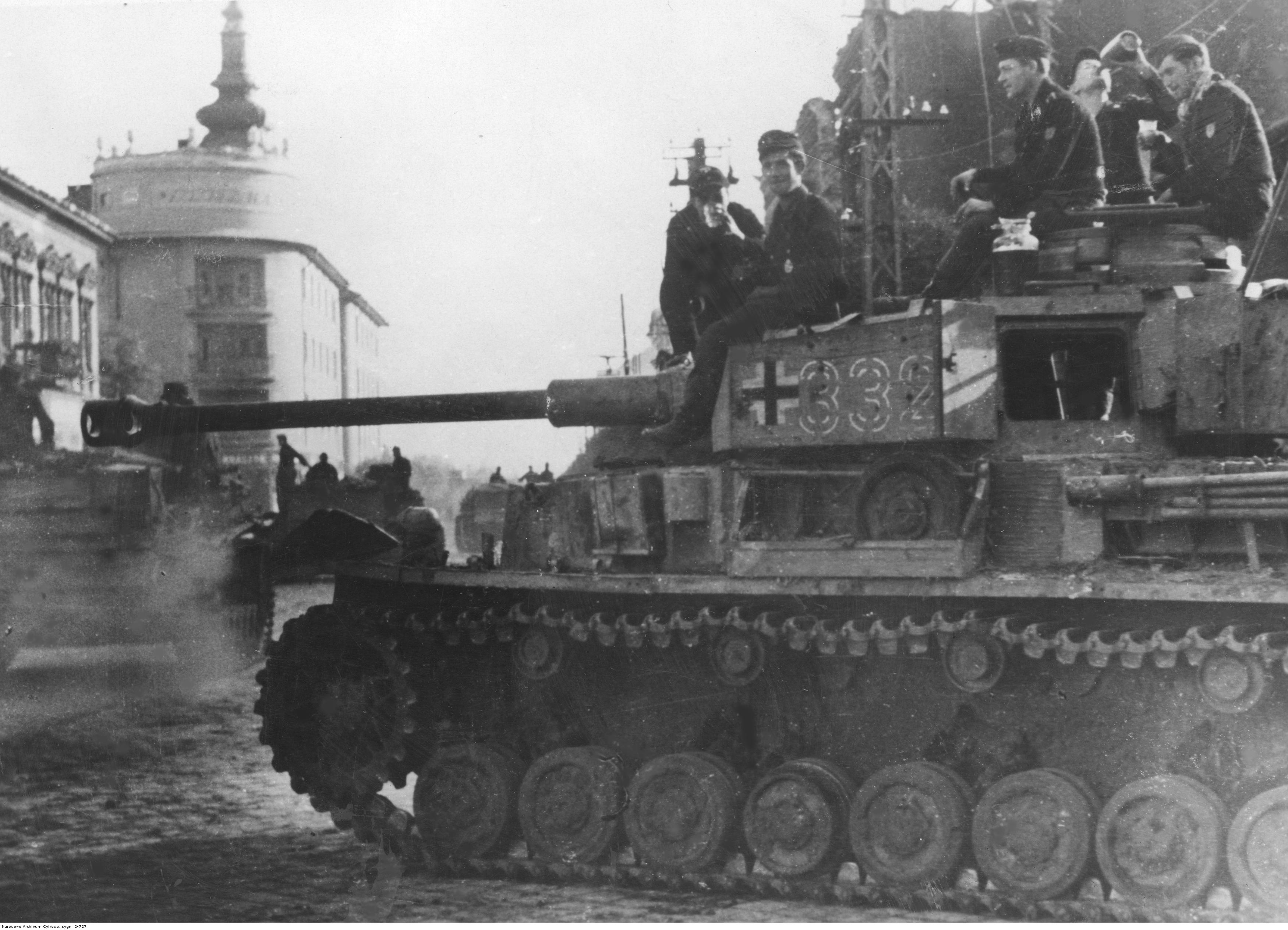
Panzer IV tedesco nella città di Debrecen.

Ma il generale Friessner, comandante del Gruppo d'armate Sud, aveva già rinforzato la testa di ponte di Budapest con il 3º Panzerkorps del generale Hermann Breith (due divisioni di cavalleria delle Waffen-SS e la 24. Panzer-Division), mentre erano in afflusso altre quattro Panzer-Division raggruppate nel 57º Panzerkorps del generale Friedrich Kirchner per attaccare sul fianco, lungo l'autostrada Szolnok-Cegléd-Budapest, le formazioni meccanizzate sovietiche, rafforzate dal 23º Corpo fucilieri delle guardie montato su autocarri. Per alcuni giorni, nella regione pianeggiante a nord dell'autostrada e sotto una pioggia battente, si succedettero violenti scontri di carri tra la 1., 23. e 13. Panzer-Division (ridotte in verità a poche decine di mezzi corazzati) e il 2º e 4º Corpo meccanizzato delle guardie sovietici, mentre le divisioni di cavalleria delle Waffen-SS (SS "Florian Geyer" e SS "Maria Theresa") contrastavano nella testa di ponte di Budapest (cosiddetta "posizione Karola") i fucilieri della 46ª Armata.
I combattimenti costarono pesanti perdite alle due parti ma finirono per bloccare l'avanzata sovietica verso Budapest costringendo lo Stavka ad intervenire sollecitando il maresciallo Malinovskij ad ampliare il suo fronte di attacco verso nord, impegnando le sue armate del fianco destro per supportare i corpi meccanizzati duramente impegnati dai panzer. Dall'11 novembre quindi la battaglia si estese ancora a nord con l'offensiva della 53ª, 27ª e 40ª armata e del Gruppo di cavalleria meccanizzato "Pliev". La resistenza tedesco-ungherese fu tenace e le forze sovietiche avanzarono solo lentamente e a prezzo di dure perdite; il Gruppo di cavalleria meccanizzata di Pliev (2º e 4º Corpo di cavalleria delle guardie e 7º Corpo meccanizzato) riuscì infine a conquistare l'importante centro di Miskolc, ma alla fine del mese di novembre le armate del maresciallo Malinovskij, intralciate anche dal maltempo, vennero fermate sia di fronte alla testa di ponte di Budapest sia anche a nord-est della capitale ungherese sulle colline dei monti Mátra, ad Hatvan ed Eger.
Anche a causa dell'eccessiva fretta di Stalin, l'Armata Rossa quindi non riuscì a conquistare rapidamente d'assalto Budapest e dovette riorganizzare completamente il suo dispositivo, coordinare l'attacco di Malinovskij con le manovre del 3º Fronte ucraino del maresciallo Tolbuchin e studiare una serie di complicate manovre aggiranti per isolare preventivamente la capitale ungherese difesa da un notevole raggruppamento di forze nemiche. Inoltre Hitler, deciso a difendere a tutti i costi l'Ungheria, acconsentì, secondo le pressanti richieste del generale Friessner, ormai in difficoltà a causa delle perdite subite dalle sue valorose Panzer-Division, a rafforzare ancora il Gruppo d'armate Sud inviando altre tre divisioni corazzate (sguarnendo in questo modo pericolosamente gli altri settori del Fronte orientale) e tre nuovi battaglioni di carri pesanti.

### Accerchiamento della città
Alla fine di novembre, mentre si esauriva la spinta delle forze del maresciallo Malinovskij a est e a nord-est di Budapest, il maresciallo Tolbuchin finalmente raggruppò le sue armate per sfruttare alcune teste di ponte sul Danubio a Apatin e Draž in direzione dei laghi Balaton e Velencze, minacciando in questo modo la capitale ungherese anche da sud. Il 27 novembre le forze del 3º Fronte ucraino diedero il via all'attraversamento in massa del Danubio a Mohács; le unità della 4ª Armata delle guardie (generale Galanin), della 57ª Armata (generale Gagen), il 5º Corpo di cavalleria delle guardie (generale Gorškov) e il 18º Corpo corazzato avanzarono contemporaneamente verso Székesfehérvár e verso Nagykanizsa contro la debole resistenza delle formazioni tedesche del Gruppo d'armate F (feldmaresciallo Maximilian von Weichs), e già l'8 dicembre la 4ª Armata delle guardie raggiunse le linee tedesche tra i laghi Balaton e Velencze (cosiddetta "posizione Margarethe" in via di rafforzamento con l'afflusso della 3. e della 6. Panzer-Division), mentre sulla sinistra la 57ª Armata raggiunse e superò la Drava a Barcs.

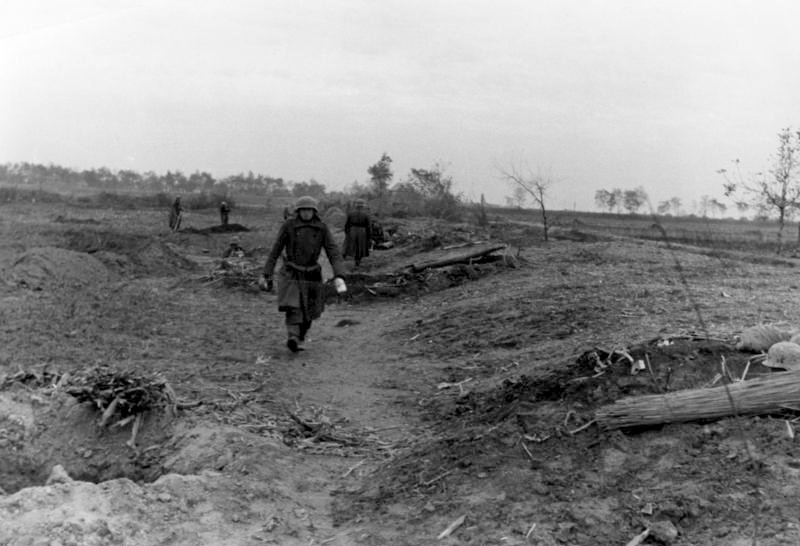
Soldati tedeschi durante la tenace battaglia difensiva sugli accessi per Budapest.

Fin dal 5 dicembre anche il maresciallo Malinovskij aveva ripreso i suoi tenaci sforzi per conquistare Budapest organizzando una nuova offensiva a tenaglia per aggirare la capitale ungherese contemporaneamente da nord-est (con la 7ª Armata delle guardie, la 6ª Armata corazzata delle guardie e il Gruppo di cavalleria meccanizzata di Pliev), da est (con la 53ª Armata) e da sud-ovest con la 46ª Armata che doveva puntare sull'isola Csepel sul Danubio. Il terzo tentativo del maresciallo Malinovskij ebbe inizio con un massiccio sbarramento di artiglieria ed inizialmente ottenne notevoli successi, ma ancora una volta le difese tedesco-ungheresi, rafforzate da nuovi formazioni corazzate in arrivo, ostacolarono la manovra sovietica e impedirono momentaneamente l'accerchiamento della capitale.
A nord-est, i fucilieri della 7ª Armata delle guardie (con il 4º Corpo meccanizzato delle guardie) e i carri armati del generale Kravčenko (5º Corpo corazzato delle guardie e 9º Corpo meccanizzato delle guardie) riuscirono dopo una settimana di logoranti scontri a raggiungere Vác sull'ansa del Danubio a nord di Budapest, mentre solo il 9 dicembre a sud della città la 46ª Armata (con il 2º Corpo meccanizzato delle guardie), riuscì a completare l'attraversamento del fiume e a conquistare Ercsi, collegandosi nell'area del lago Velencze con le forze del maresciallo Tolbuchin che erano già vicine a Szekesfehervar. Nei giorni seguenti i continui contrattacchi del 3º, del 57º Panzerkorps e delle divisioni Waffen-SS schierate nella testa di ponte di Budapest bloccarono l'ulteriore avanzata della 46ª Armata a sud-est della città e costrinsero quindi lo Stavka ad intervenire il 12 dicembre per riorganizzare nuovamente il dispositivo dell'Armata Rossa.
Il difficile compito di aggirare Budapest da sud-est, superando la "posizione Margarethe" (fallito al maresciallo Malinovskij), venne ora assegnato all'intero 3º Fronte ucraino del maresciallo Tolbuchin, a cui venne trasferita la 46ª Armata, che avrebbe dovuto attaccare da Bicske sia verso ovest su Esztergom sia verso nord su Budapest, mentre il maresciallo Malinovskij, oltre ad accerchiare da nord-ovest la città con la 53ª Armata, la 7ª Armata delle guardie e la 6ª Armata corazzata delle guardie, avrebbe anche distaccato la 40ª, la 27ª Armata ed il Gruppo Pliev per marciare verso i monti Tatra, il fiume Nitra e quindi Bratislava.
In questa fase nel campo tedesco era intanto in corso un'aspra diatriba tra Hitler, il generale Guderian (capo di Stato maggiore dell'Esercito tedesco) e il generale Friessner sugli obiettivi della battaglia in Ungheria e soprattutto su possibili progetti di contrattacco con l'aiuto delle tre Panzer-Division fresche in arrivo; al contrario di Hitler e in parte anche dell'ottimista generale Guderian, desiderosi di montare una grande controffensiva a sud di Budapest tra i laghi Balaton e Velencze per sconfiggere le forze del maresciallo Tolbuchin, il generale Friessner, molto più realista e preoccupato dalle manovre sovietiche, pianificava un attacco a nord (anche per ragioni legale al clima e alla praticabilità del terreno acquitrinoso) contro la puntata di Malinovskij a settentrione della città.
La pericolosa avanzata in questo settore della 6ª Armata corazzata delle guardie, che il 14 dicembre raggiunse l'importante centro di Šahy dopo aver travolto la brigata Waffen-SS Dirlewanger, costrinse il generale Friessner ad impegnare subito la 8. Panzer-Division, che contrattaccò con un certo successo frenando le colonne sovietiche. Il generale ripropose quindi al Comando supremo di Hitler il suo piano di attacco a nord con tutte e tre le divisioni corazzate appena arrivate, ma infine il generale Guderian impose un mediocre compromesso ordinando di inviare la fanteria motorizzata della 3. e della 6. Panzer-Division a nord per sostenere la 8. Panzer-Division, lasciando però i reparti di carri armati a sud nella zona del Balaton in attesa della praticabilità del terreno paludoso.
Il 20 dicembre i marescialli Tolbuchin e Malinovskij sferrarono finalmente la loro offensiva finale per accerchiare la capitale ungherese in linea con le nuove direttive dello Stavka; a nord, nel settore del 2º Fronte ucraino la 6ª Armata corazzata delle guardie del generale Kravčenko (con la maggior parte dei suoi 220 carri armati raggruppati nel 5º Corpo corazzato delle guardie) riprese ad avanzare verso ovest, procedendo di oltre 30 km, e riuscì a raggiungere le rive del fiume Hron, mentre sulla sua sinistra anche la 7ª Armata delle guardie fece progressi nella valle dell'Ipeľ. Ma i tedeschi non cedettero facilmente terreno: il 57º Panzerkorps del generale Kirchner passò invece al contrattacco sul fianco dei carri di Kravčenko puntando verso Šahy con la 8. Panzer-Division e con gli elementi in arrivo della 3. e 6. Panzer-Division. Per tre giorni si accesero aspri scontri di carri, il 23 dicembre il generale Kravčenko, dopo aver bloccato l'attacco tedesco, girò a sud in direzione di Esztergom, minacciando sul fianco le divisioni corazzate tedesche e costringendole a sospendere i loro attacchi su Šahy. Il maresciallo Malinovskij rafforzò ancora queste forze assegnando alla 6ª Armata corazzata anche il 4º Corpo meccanizzato delle guardie per proteggere il suo fianco destro; infine il 26 dicembre i carri sovietici e la fanteria della 7ª Armata delle guardie, dopo aver respinto nuovi contrattacchi tedeschi, raggiunsero finalmente il Danubio a nord di Esztergom completando la manovra di aggiramento di Budapest da nord-ovest.

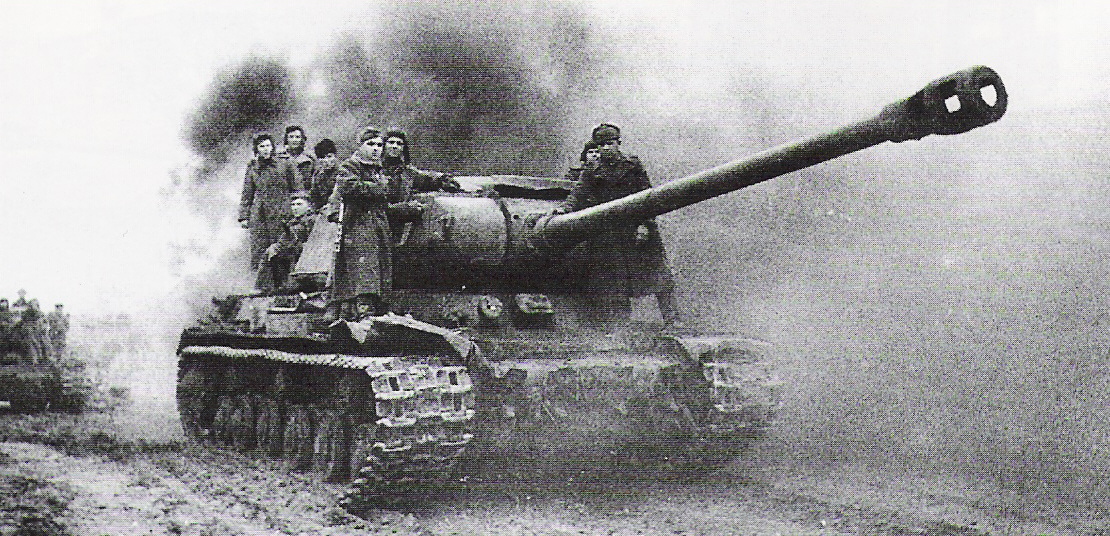
Carro sovietico JS II in azione durante la campagna d'Ungheria del 1944-45

Dal 20 dicembre era in corso anche l'offensiva del maresciallo Tolbuchin a sud della città: il 3º Fronte ucraino impegnò le sue armate di fucilieri, sostenute dal 2º Corpo meccanizzato delle guardie e dal 7º Corpo meccanizzato. Le operazioni furono intralciate dal terreno paludoso e dalla forte resistenza tedesca; a Székesfehérvár il 3º Panzerkorps del generale Breith (1. e 23. Panzer-Division) si difese con grande accanimento, mentre i reparti corazzati della 3. e della 6. Panzer-Division, privi del sostegno della fanteria motorizzata, non poterono trattenere, anche a causa del terreno melmoso, l'avanzata dei fucilieri sovietici che sfruttarono con abilità percorsi impraticabili per i mezzi corazzati. Dopo tre giorni le forze di Tolbuchin sfondarono le linee tedesche, Szekesfehervar venne infine evacuata, mentre il 18º Corpo corazzato sovietico conquistò con un'abile manovra Bicske il 24 dicembre. Il 26 dicembre le truppe di Tolbuchin raggiunsero e conquistarono anche Esztergom congiungendosi finalmente con le forze di Malinovskij a nord e chiudendo definitivamente il cerchio intorno a Budapest e alle forze tedesco-ungheresi rimaste bloccate nella testa di ponte della capitale.
Fin dal 22 dicembre il generale Friessner aveva proposto al Führer, di fronte ai minacciosi sviluppi dell'offensiva sovietica, di contrattaccare le forze di Tolbuchin a sud impiegando le numerose truppe della guarnigione di Budapest ed evacuando contemporaneamente questa città, ma Hitler si rifiutò tassativamente di autorizzare l'evacuazione delle forze che rischiavano di rimanere intrappolate a Budapest; avendo già dichiarato la città, fin dal 1º dicembre, una fortezza (Festung Budapest) da difendere a qualsiasi costo, ed avendone affidato la difesa al generale delle Waffen SS Karl Pfeffer-Wildenbruch (comandante del 9º Corpo d'armata alpino delle Waffen SS - 9º Gebirgkorps) con due divisioni di cavalleria SS e cospicui reparti della Wehrmacht e dell'Esercito ungherese, pretendeva al contrario che le forze tedesco-ungheresi organizzassero una difesa ad oltranza trasformando gli edifici, le strade, i parchi ed anche i monumenti storici in capisaldi inespugnabili, in attesa dell'arrivo di soccorsi dall'esterno.
Già il 23 dicembre quindi Hitler destituì sia Friessner (Gruppo d'armate Sud) che il generale Fretter-Pico (comandante della 6ª Armata) sostituendoli rispettivamente con i generali Wöhler e Balck; il 25 dicembre il Führer decise di trasferire, nonostante i dubbi di Guderian, dal fronte della Vistola all'area di Budapest l'intero 4º Panzerkorps-SS dell'abile generale Herbert Gille (costituito dalle Panzer-Division Waffen-SS "Totenkopf" e "Wiking" equipaggiate con oltre 260 carri armati) per sferrare una grande controffensiva. Anche per ragioni propagandistiche, Hitler riteneva indispensabile resistere a Budapest nel momento in cui all'ovest le sue divisioni corazzate erano all'offensiva nelle Ardenne.

## L'assedio

### Scontri urbani

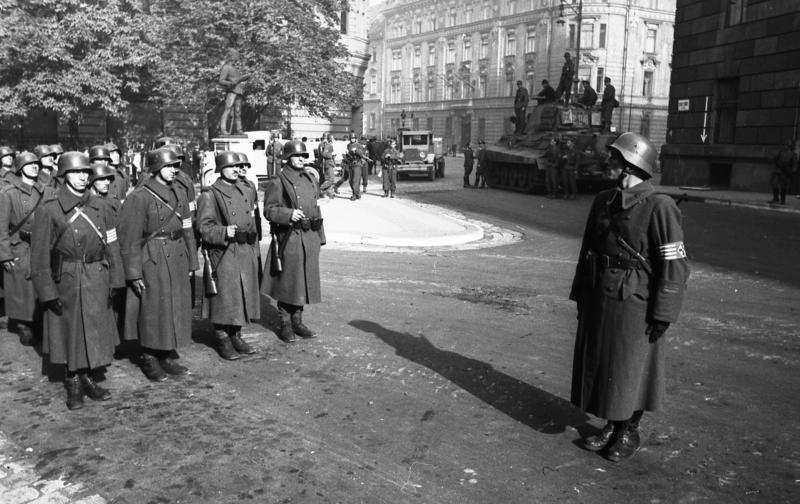
Volontari ungheresi delle Croci frecciate a Budapest.

Il 27 dicembre 1944 le unità del 2º Fronte ucraino avevano ormai cinto completamente d'assedio la città, impedendo ai tedesco-ungheresi qualsiasi via di fuga; nei progetti dello Stavka il compito di attaccare e conquistare d'assalto in breve tempo la capitale ungherese spettava al fronte di Malinovskij, mentre le forze del maresciallo Tolbuchin avrebbero organizzato un solido anello esterno di accerchiamento dal Danubio a est di Komárno al lago Balaton per bloccare eventuali tentativi tedeschi di soccorso. Ottimisticamente il maresciallo Malinovskij assegnò il compito di conquistare la città ad un cosiddetto "Gruppo Budapest" (Budapestskaja gruppa) costituito dal 30º corpo di fucilieri della 7ª Armata delle guardie, dal 7º Corpo rumeno e dal 18º Corpo fucilieri indipendente delle guardie, forze però del tutto insufficienti a sgominare rapidamente la numerosa e combattiva guarnigione asserragliata nella capitale. Dal 26 al 31 dicembre quindi ebbero inizio i primi attacchi del Budapestskaja gruppa che però vennero duramente contrastati e respinti dal nemico, i sovietici erano ancora ad oltre 10–15 km dal centro nell'area pianeggiante di Pest, mentre l'area collinare e impervia di Buda, in teoria assegnata a tre corpi della 46ª Armata (23º, 10º e 37º delle guardie), era di ancor più difficile conquista.
Il 29 dicembre), il maresciallo Malinovskij mandò due emissari (capitano Miklos Steinmetz e capitano Ostapenko) presso il comando delle truppe tedesche assediate allo scopo di trattare i termini di capitolazione della città. Il tentativo si concluse con un fallimento: la proposta di resa venne bruscamente respinta e Steinmetz e Ostapenko rimasero uccisi in scontri a fuoco con il nemico. La guarnigione accerchiata manteneva un morale elevato ed era decisa ad organizzare una difesa ad oltranza della capitale. Nella morsa sovietica erano rimasti bloccati circa 50 000 soldati tedeschi e 100 000 soldati ungheresi e volontari delle Croci frecciate, insieme a circa 800 000 civili, mentre il nuovo capo del governo ungherese Ferenc Szálasi era riuscito ad abbandonare Budapest in tempo per non finire intrappolato, riuscendo così a mettersi in salvo in territorio ancora in mano al Terzo Reich.

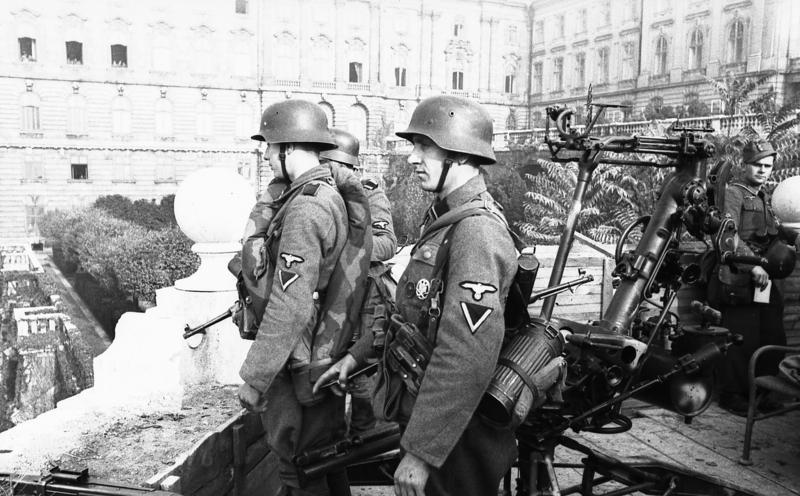
Soldati tedeschi Waffen-SS a Budapest

Le forze accerchiate, comandate dal poco esperto generale delle SS Pfeffer-Wildenbruch, erano costituite da due divisioni di cavalleria delle Waffen-SS (8. "Florian Geyer" e 22. "Maria Theresa"), dalla 13. Panzer-Division, dalla Panzer-Division "Feldhernhalle", dalla 271ª Divisione fanteria, dai resti di un battaglione corazzato pesante di carri Panzer VI Tiger II, e dal 1º Corpo d'armata ungherese (10ª, 12ª e 20ª Divisione fanteria, resti della 1ª Divisione corazzata). Questo complesso di forze, equipaggiato con un centinaio di mezzi corazzati, era rafforzato da formazioni di polizia tedesca guidate dal generale delle SS Helmuth Dörner e da circa 70 battaglioni di Croci frecciate e gendarmeria ungherese. Si trattava di un complesso eterogeneo ma molto combattivo, specialmente i reparti Waffen-SS, guidati da ufficiali capaci come i generali Ruhmor, Zehender e Dörner, e deciso a battersi strenuamente fidando anche in un aiuto dall'esterno.
Le difese tedesco-ungheresi sfruttavano inoltre i vantaggi naturali offerti dal quartiere di Buda, dominato dalle aspre colline Gellérthegy dominanti sul corso del Danubio, dalla collina del Castello e dalla collina di Buda, tutte fortificate con casematte, e scavate da tunnel, rifugi e postazioni sotterranee. A est del Danubio, anche il quartiere di Pest completamente pianeggiante si prestava alla difesa utilizzando i complessi in cemento dei grandi quartieri industriali di Újpest, Pestújhely, Kőbánya, Kispest e Erzsébetváros e i monumentali edifici pubblici, resistenti al fuoco nemico e facilmente difendibili. Le forze accerchiate fecero grandi sforzi per rafforzare le loro postazioni: gli edifici pubblici e i complessi abitativi vennero trasformati in fortezze con guarnigioni e scorte di armi, le stazioni ferroviarie e le strutture industriali vennero presidiati e fortificati, venne sviluppata una vasta rete di caverne e passaggi sotterranei per favorire gli spostamenti, mentre in superficie vennero raggruppati i pochi mezzi corazzati disponibili (presto a corto di carburante) per affrontare i reparti d'assalto nemici.

### Battaglia a Pest
La capitale ungherese era costantemente bombardata dall'artiglieria sovietica e colpita anche dagli attacchi aerei; i cannoni dell'Armata Rossa colpivano duramente dalla riva occidentale i quartieri di Buda, mentre, dopo la conquista della collina Matyas, poterono martellare anche i settori di Pest. il 1º gennaio 1945 le truppe d'avanguardia del maresciallo Malinovskij arrivarono ai quartieri periferici di Újpest, Pestújhely, Rakospalota e Kőbánya ed il comandante sovietico si preparava a sferrare l'assalto principale sulla riva orientale del Danubio. Il compito spettava al raggruppamento costituito dal 30º Corpo di fucilieri, al 18º Corpo di fucilieri delle guardie e dal 7º Corpo d'armata rumeno, che iniziarono i duri e aspri scontri, mentre nel settore di Buda i reparti della 46ª Armata, esausti dai combattimenti sulle via di accesso alla città, non poterono prendere parte agli attacchi come inizialmente pianificato.

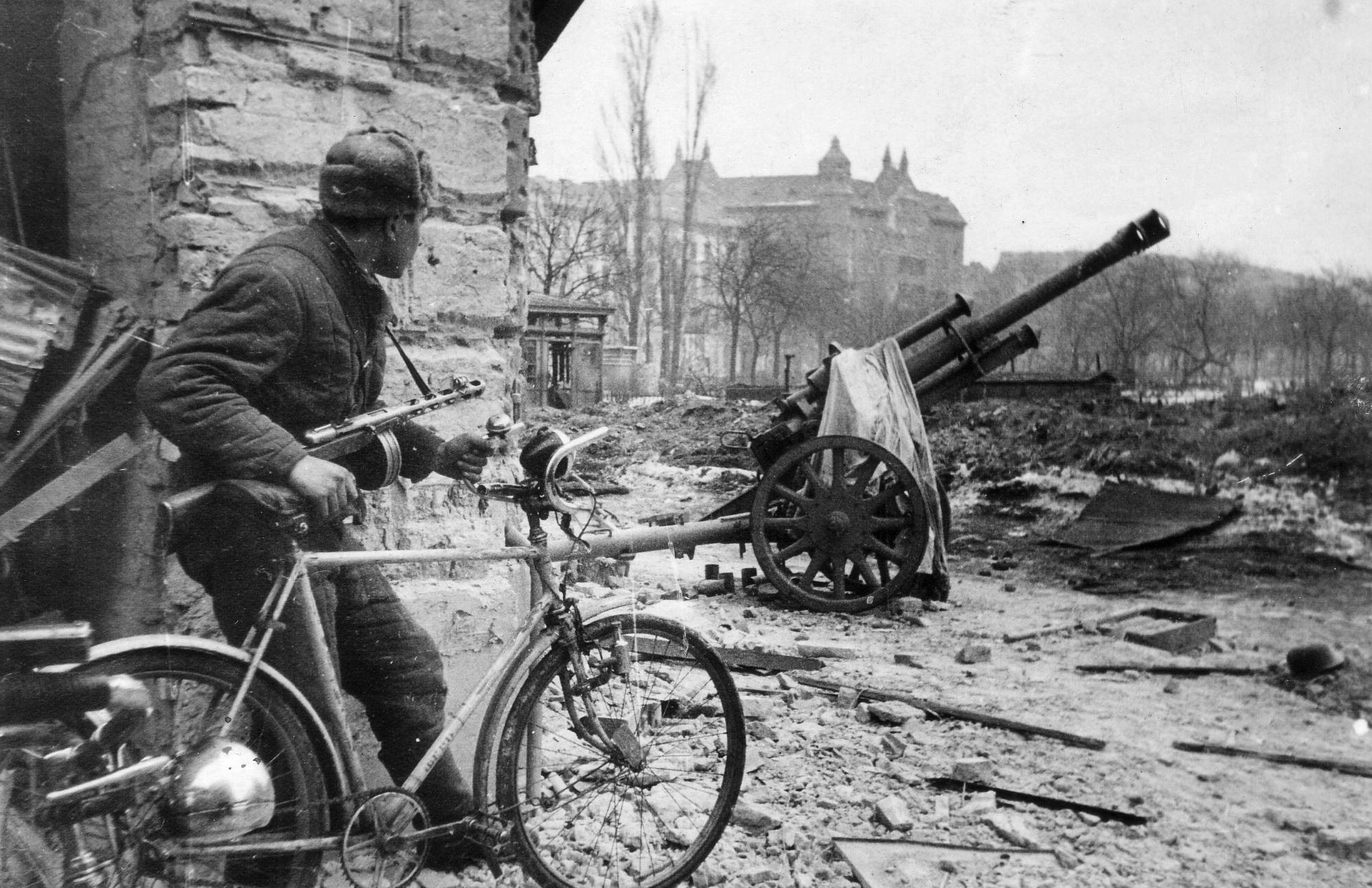
Soldato sovietico durante i combattimenti a Budapest.

Alla fine della prima settimana di gennaio il maresciallo Malinovskij sferrò il primo attacco massiccio per conquistare i quartieri periferici orientali e avanzare verso il Danubio; supportati da potenti concentramenti di artiglieria, i cosiddetti Sturmovje gruppij, i gruppi d'assalto della fanteria sovietica, iniziarono gli attacchi e nei primi giorni riuscirono a penetrare profondamente nei sobborghi orientali, anche se gli scontri aspri e prolungati allarmarono subito l'alto comando sovietico che il 10 gennaio criticò il maresciallo per la mancanza di un controllo centralizzato delle forze d'assalto assegnate. In questi quartieri periferici il comando tedesco, temendo incursioni dei carri sovietici che avrebbero potuto isolare i gruppi da combattimento della guarnigione assediata, cercò di evitare scontri ravvicinati ma nell'area urbana cittadina le truppe tedesco-ungheresi si organizzarono per una difesa ad oltranza.
L'11 gennaio, eseguendo le direttive dello Stavka, il maresciallo Malinovskij costituì il Budapeskaja gruppa voisk in cui furono raggruppate tutte le forze impegnate a Pest sotto il comando del maggior generale I. M. Afonin, comandante del 18º Corpo di fucilieri delle guardie; dal 12 gennaio questo raggruppamento diede inizio all'attacco in forze da due direzioni per frazionare le difese a Pest e raggiungere le rive del Danubio. I comandi sovietici erano consapevoli che il livello degli scontri si sarebbe fatto sempre più intenso mentre la pressione dei gruppi d'assalto sovietici aumentava da nord e da est. Nei sobborghi settentrionali cadde O-Buda, mentre erano ancora in corso scontri violentissimi sull'isola Csepel tra le forze sovietiche e reparti di SS ungheresi. Le truppe sovietiche sbarcarono nella punta nord-est dell'isola, mentre attacchi aerei e bombardamenti di artiglieria colpirono i difensori che avevano fortificato le loro posizioni; i sovietici riuscirono a ad avanzare lentamente verso ovest respingendo progressivamente le SS che si battevano duramente, tentativi di prestare soccorso con imbarcazioni fallirono e la resistenza venne infine sopraffatta permettendo ai sovietici di occupare l'isola Csepel e le importanti strutture industriali che ancora producevano materiali e munizioni per le truppe assediate. Le forze tedesco-ungheresi persero un'importante fonte di approvvigionamento, che aveva fino a quel momento continuato a rifornirle di Panzerfaust e di granate.
Nel frattempo gli scontri nel centro di Pest diventavano sempre più violenti; per ottenere la massima potenza d'urto i comandi sovietici concentrarono al massimo le loro forze, assegnando settori di 400-800 metri alle divisioni di fucilieri e di 150-300 metri ai reggimenti; per proteggere i fianchi dei Sturmovje gruppij vennero mantenuti disponibili reparti speciali di riserva costituiti da una compagnia di fanteria con armi automatiche, una compagnia di genieri ed una da ricognizione per sorvegliare i tetti e le cantine degli edifici e coprire le retrovie delle forze attaccanti. Inoltre, oltre all'artiglieria divisionale e di corpo d'armata impiegata per colpire a distanza i centri di resistenza nemici, numerosi cannoni furono assegnati ai fucilieri per il tiro diretto contro i capisaldi tedeschi nei piani bassi degli edifici, a volte entrarono in azione a sostegno dei gruppi d'assalto anche i cannoni pesanti da 132mm, 152mm e 203mm. Queste tecniche di impiego dell'artiglieria si rivelarono efficaci nella città moderna di Pest mentre grandi problemi insorsero nelle strade strette dei quartieri antichi di Buda.
Nella seconda settimana di gennaio, con un clima in continuo peggioramento con nebbia, nevischio e pioggia, i gruppi d'assalto sovietici continuarono ad avanzare lentamente nei quartieri di Pest; impossibilitati a progredire lungo le strade e i viali principali, bersagliati dai cannoni e dalle mitragliatrici tedesche, i soldati sovietici si aprirono la strada per raggiungere i loro obiettivi attraverso gli angoli meno esposti e soprattutto attraverso le aperture create nei muri degli edifici demoliti e frantumati a colpi di cannone; anche i genieri intervennero per liberare il percorso e impiegarono anche rudimentali "lanciatori" di proiettili ottenuti da materiale tedesco catturato. Gli scontri furono molto duri e costosi per entrambe le parti; gli edifici furono ridotti in rovina e le macerie si accumularono nelle strade. Nella fabbrica di ceramiche i soldati tedeschi organizzarono un'ostinata difesa circolare; l'edificio venne preso d'assalto dai fucilieri sovietici che fecero irruzione all'interno mentre i nemici che cercavano di sfuggire attraverso le finestre della costruzione furono abbattuti dal fuoco dei reparti rimasti all'esterno. Alla fine anche l'altro caposaldo tedesco alla fabbrica tessile venne sopraffatto dai gruppi d'assalto.

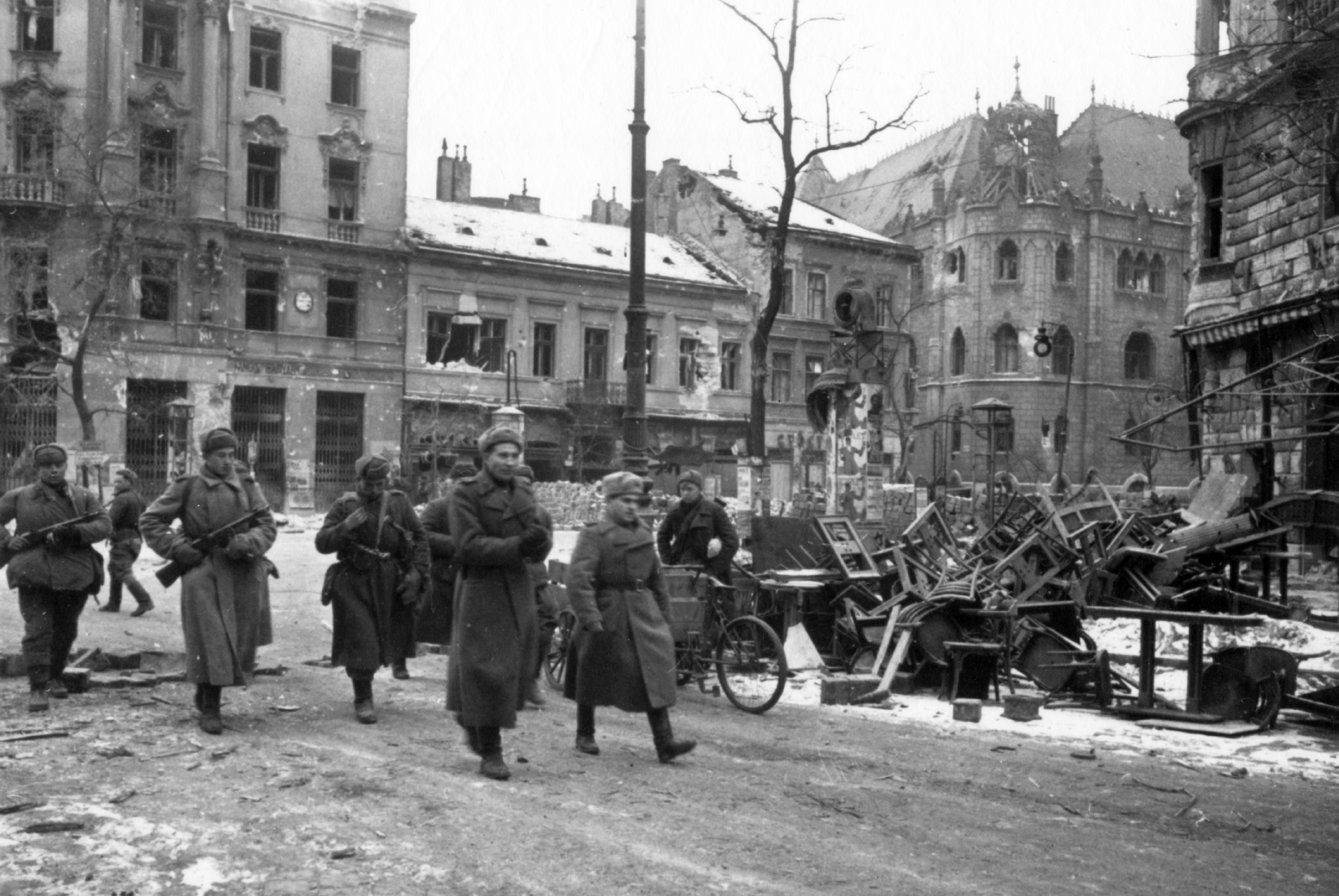
Truppe sovietiche a Budapest.

Lungo le vie principali, in parchi e giardini aperti, piccoli gruppi di panzer e cannoni d'assalto tedeschi organizzarono un'ostinata difesa e contrastarono l'avanzata delle truppe sovietiche, ma le difficoltà di rifornimento tedesche erano insormontabili. A causa della perdita dell'aeroporto di Budapest, la Luftwaffe operava in modo precario atterrando con alianti nei viali più grandi e con aerei da trasporto nel parco del castello di Buda e soprattutto nel campo erboso dell'ippodromo cittadino; prima che il Danubio gelasse i tedeschi cercarono anche di far affluire rifornimenti utilizzando chiatte nascoste nella nebbia. Ben presto le munizioni e il carburante per i mezzi motorizzati divennero molto scarsi e anche l'artiglieria tedesca si trovò a corto di proiettili; i panzer si batterono fino all'ultimo e, esaurito il carburante, organizzarono pericolosi centri di fuoco fissi. La battaglia per l'ippodromo divenne violentissima; il comando tedesco raggruppò forti schieramenti di artiglieria per respingere l'attacco sovietico, ma la situazione dei difensori divenne più difficile; il 12 gennaio i fucilieri sovietici entrarono nell'ippodromo, superarono i resti distrutti dei carri e dei mezzi cingolati nemici e conquistarono la pista dei cavalli e gli spazi d'erba, bloccando la via di collegamento aerea tedesca per i rifornimenti della guarnigione di Pest.
Il 13 gennaio i gruppi d'assalto sovietici rastrellarono e conquistarono anche i parchi Varosliget e Nepliget e avanzarono verso la zona degli ospedali; nel frattempo aspri scontri erano in corso alla stazione ferroviaria Ferencz. I soldati sovietici attaccarono da due direzioni, dai parchi e dagli impianti ferroviari, ma i tedeschi organizzarono una difesa disperata organizzando postazioni di mitragliatrici nei vagoni ferroviari e impegnando piccoli gruppi di carri armati e cannoni d'assalto per tirare, contro i sovietici in avvicinamento, attraverso le linee ferroviarie. I combattimenti terminarono con la conquista della stazione da parte dell'Armata Rossa, e i sovietici si avvicinarono al ponte ferroviario sul Danubio, ma la battaglia era ancora in corso al Palazzo del Parlamento, al teatro dell'opera e all'università, dove i tedesco-ungheresi resistevano accanitamente. Il kampfgruppe del colonnello SS Dörner difese il palazzo comunale, mentre nel Parlamento il tenente colonnello SS Gottstein resisteva ad oltranza, respingendo i ripetuti attacchi.
Scontri violentissimi si svilupparono anche nelle fogne, utilizzate sia dai tedeschi che dai sovietici per spostare le loro truppe tra le vie cittadine. Il 15 e il 16 gennaio le truppe sovietiche fecero ulteriori prograssi; vennero occupati il gasometro, il teatro cittadino e la clinica ospedaliera centrale; caddero anche le caserme d'artiglieria, e gli edifici dei grandi magazzini e dell'istituto d'arte. Il 17 gennaio la situazione dei difensori tedesco-ungheresi, le cui forze erano ormai frazionate in tre parti, divenne critica; i soldati ungheresi diedero segni di dissoluzione e molti si arresero, mentre i tedeschi continuarono a battersi validamente cercando di ripiegare verso il Danubio. Arrivati sulla sponda del fiume, i soldati tedeschi si trovarono la strada sbarrata da altri reparti sovietici che, attraverso le fogne e i sotterranei, avevano già raggiunto la riva e battevano con il fuoco delle mitragliatrici i punti di attraversamento. La situazione a Pest era catastrofica: le macerie coprivano le strade, violenti incendi di sviluppavano nei maggiori edifici, dal 16 gennaio era stato interrotto il sistema del razionamento per la popolazione civile e anche i soldati tedeschi erano ridotti a 75 grammi di pane al giorno. Il 17 gennaio si conclusero anche i combattimenti al Rauthas e i sovietici conquistarono gli enormi edifici del palazzo comunale del Parlamento. Il Budapeskaja gruppa voisk dopo il 18 gennaio poté completare quindi la conquista di Pest; secondo il comando sovietico le perdite tedesco-ungherese in questa prima fase della battaglia furono 35 000 morti e feriti e 62 000 prigionieri, mentre vennero catturati o distrutti circa 300 mezzi corazzati e 200 autoveicoli del nemico.

### Le controffensive tedesche (OperazioneKonrad)
Nei primissimi giorni di gennaio 1945 la Wehrmacht lanciò un'offensiva in tre fasi denominata Operazione Konrad: lo scopo di quest'attacco era quello di spezzare l'isolamento delle truppe accerchiate a Budapest e riprendere il controllo della città.

La prima fase (Operazione Konrad I) fu avviata il 1º gennaio: il IV. SS-Panzer-korps attaccò la città di Tata (70 km a nord dalla capitale), situata in un punto strategico per il controllo dell'autostrada e della linea ferroviaria tra Vienna e Budapest. Dopo un iniziale successo tedesco, il comando sovietico fece affluire nell'area quattro divisioni della riserva, bloccando l'offensiva a soli venti chilometri da Budapest.

Il 7 gennaio fu lanciata l'Operazione Konrad II: il IV. SS-Panzer-korps attaccò da Esztergom (a nord ovest della capitale), con l'obiettivo di raggiungere l'aeroporto. Anche questa volta i sovietici arrestarono l'attacco poco prima che avesse successo.

L'ultima fase dell'offensiva tedesca (Operazione Konrad III) fu lanciata il 17 gennaio: il IV. SS-Panzer-korps e il III. Panzer-korps attaccarono da sud, con l'obiettivo di circondare dieci divisioni sovietiche sulla strada di Budapest. Questo tentativo si risolse in un totale fallimento.
Il 20 gennaio 1945 la Wehrmacht lanciò una seconda offensiva per liberare la città assediata; questa volta l'attacco partì dalle posizioni a sud di Budapest. I successi iniziali dei tedeschi determinarono presto la creazione di una falla nelle linee sovietiche, attraverso la quale era possibile arrivare a minacciare le loro linee di rifornimento.

Stalin allora ordinò alle sue truppe di mantenere le posizioni a qualsiasi costo. Su suo ordine, fu disposto il rafforzamento delle linee difensive nel settore meridionale del fronte attorno a Budapest, inviando due corpi d'armata a contrastare l'offensiva tedesca. La resistenza opposta dall'Armata rossa e le difficoltà logistiche bloccarono questa nuova offensiva della Wehrmacht a soli venti chilometri dalla capitale ungherese.

Con il fallimento di questa seconda offensiva, spariva per i tedeschi qualsiasi realistica possibilità di spezzare l'assedio attorno a Budapest. Le truppe tedesche assediate, visti i continui fallimenti delle operazioni di salvataggio, chiesero così l'autorizzazione di abbandonare la città, aprendosi la strada con le armi attraverso le linee nemiche. Hitler, però, rifiutò di acconsentire a questa richiesta.

### La battaglia per Buda
Nella terza settimana di gennaio divenne evidente che l'operazione Konrad era fallita e che la guarnigione tedesco-ungherese accerchiata a Buda non avrebbe ricevuto alcun soccorso dall'esterno; i difensori tuttavia erano ancora decisi a resistere e difendere accanitamente gli edifici della città vecchia sulla riva occidentale del Danubio. I sovietici dopo il rastrellamento di Pest, avevano successivamente occupato anche l'isola Margit, situata in mezzo al Danubio a nord-ovest di Buda; dopo questa operazione preliminare l'alto comando sovietico e il maresciallo Malinovskij decisero di effettuare un grande attacco finale per concludere l'interminabile assedio della capitale ungherese. Nonostante il fallimento dei contrattacchi tedeschi, la situazione delle truppe sovietiche impegnate a Budapest non era facile; le perdite erano continue e il 22 gennaio 1945 venne seriamente ferito anche il generale Afonin, comandante superiore delle truppe d'assalto nella città che venne sostituito dal generale Ivan Managarov, comandante della 53ª Armata. Durante la battaglia inoltre divennero evidenti notevoli carenze organizzative e tattiche da parte dei comandi sovietici: l'eccessiva dispersione delle truppe, l'insufficiente coordinamento tra i reparti, la scarsa cooperazione tra artiglieria e fanteria, la mancanza di adeguata pianificazione delle operazioni ed anche l'infelice dislocazione dei comandi tattici nelle case ancora occupate dagli abitanti civili.
Inoltre a causa della situazione critica venutasi a creare per le controffensive tedesche, il generale Malinovskij, a cui erano stati promessi inizialmente due nuovi corpi d'armata di fucilieri, distaccati dal fronte del generale Tolbuchin, non ricevette alcun rinforzo per il "gruppo operativo Budapest" che avrebbe dovuto assaltare ora l'area di Buda, piena di strade strette e sotterranei. Nonostante le difficoltà, il generale Malinovskij cercò di migliorare l'organizzazione e le tattiche delle sue truppe il 3 febbraio diramò nuovi ordini ordini operativi per affrettare la fine della battaglia con un nuovo assalto decisivo con l'obiettivo di superare la resistenza della guarnigione tedesca entro il 7 febbraio. L'attacco sovietico delle truppe guidate dal generale Managarov ebbe inizio il 5 febbraio 1945 e venne supportato da un potente e costante fuoco dell'artiglieria su tutti i capisaldi tedeschi. 
I combattimenti più duri continuarono per quattro giorni soprattutto sulla collina  Sas-hegy, nella stazione ferroviaria meridionale e nell'area del cimitero Németvölgy; la collina Sas-hegy venne alla fine conquistata dai sovietici dopo combattimenti violentissimi ma i tedeschi continuarono a resistere accanitamente sulle alture Gellért-hegy e sulla collina del Castello di Buda, dove il terreno scosceso e le strade strette resero quasi impossibile l'intervento dell'artiglieria pesante sovietica. In altre aree di resistenza invece i sovietici impiegarono in massa l'artiglieria per schiacciare i nidi di resistenza, impiegando i cannoni pesanti a distanza ravvicinata per distruggere barricate e ostacoli del nemico. Le truppe tedesche si batterono strenuamente per ogni strada e ogni edificio, cercando anche di contrattaccare per riguadagnare le posizioni perdute, ma la loro situazione diveniva sempre più difficile; la stazione ferroviaria meridionale cadde in mano sovietica il 7 febbraio e le unità SS della "Florian Geyer" che vi erano asserragliate vennero in gran parte distrutte.
Nonostante la tremenda situazione dei rifornimenti e delle scorte di viveri, i tedeschi rifiutarono di arrendersi, continuando a combattere casa per casa. Alcuni soldati ungheresi catturati, invece, decisero di cambiare fronte, schierandosi a fianco dei sovietici per porre fine a questi durissimi scontri.

Le truppe sovietiche avanzarono fino al Castello di Buda, il quartier generale del comando tedesco, dove riuscirono a stabilire una testa di ponte il 10 febbraio 1945.

### Dalla fuga alla resa
Nonostante la situazione divenisse sempre più critica per i tedeschi, Hitler proibì ancora alle sue truppe di lasciare Budapest. A peggiorare la situazione intervenne l'impossibilità di mantenere un costante canale di rifornimento per via aerea, a causa dell'artiglieria nemica.

Per porre rimedio a questa disperata situazione, Karl Pfeffer-Wildenbruch, comandante delle truppe tedesche a Budapest decise di avviare lo stesso l'evacuazione della città. Nella notte dell'11 febbraio 1945, ventottomila soldati tedeschi e ungheresi iniziarono ad abbandonare le loro posizioni nel Castello di Buda, organizzando la loro fuga in tre ondate distinte. Assieme alle truppe combattenti, si unirono diversi civili ungheresi. I sovietici, però, attendevano i fuggitivi all'interno delle loro posizioni fortificate.

I fuggitivi cercarono di usare la nebbia a loro vantaggio. La prima ondata riuscì a sorprendere i soldati sovietici, riuscendo fortunosamente a portare in salvo diversi elementi. La seconda e la terza, bloccate dall'artiglieria sovietica, accusarono numerose perdite tra i fuggitivi. Nonostante ciò, alcune migliaia di persone riuscirono a raggiungere lo stesso le zone boschive a nord-ovest di Budapest e scapparono verso Vienna.

Circa settemila soldati tedeschi riuscirono a scappare dall'assedio. La maggior parte di quelli che provarono la fuga, invece, furono uccisi o catturati dai sovietici; lo stesso Pfeffer-Wildenbruch venne catturato.

Il 13 febbraio 1945 gli ultimi tedeschi rimasti nella città si arresero. Budapest era distrutta; si calcola che più dell'ottanta per cento dei suoi palazzi fu raso al suolo o danneggiato nei giorni dell'assedio. Edifici storici come il Palazzo del Parlamento e il Castello di Buda erano in rovina; tutti e cinque i ponti sul Danubio erano stati distrutti.

Le perdite militari tedesche e ungheresi furono altissime. Intere divisioni tedesche furono distrutte o patirono perdite assai significative tra cui: la 13.Panzer-Division, la 60.Panzergrenadier-Division Feldherrnhalle, la 8.SS-Kavallerie-Division Florian Geyer e la 22.SS-Kavallerie-Division Maria Theresa. Il I Corpo d'armata ungherese fu completamente distrutto.

Circa 40 000 civili furono uccisi, con un indefinito numero di morti per malnutrizione o malattie.

## Bilancio
La battaglia di Budapest è stata una delle più importanti battaglie a distanza ravvicinata in aree urbane della seconda guerra mondiale e una delle più grandi operazioni militari svoltesi nel settore meridionale del fronte orientale; in questo scontro i tedeschi subirono perdite assai significative, che ridussero molto la loro capacità di resistenza nell'area. Per l'Armata rossa, la vittoria a Budapest rappresentò anche una prova generale per la seguente battaglia di Berlino. Questa vittoria permise inoltre ai sovietici di sferrare in favorevoli condizioni operative l'offensiva in direzione di Vienna, che cadde solo due mesi dopo.
La battaglia di Budapest è stata considerata dagli storici la più violenta, accanita e cruenta serie di combattimenti verificatasi durante la guerra sul fronte orientale dopo la battaglia di Stalingrado. Alcune fonti scrivono di una "seconda Stalingrado"; altri arrivano fino a considerarla ancor più aspra e brutale della battaglia nella città sul Volga del 1942 e parlano di scontri di grande intensità, di estrema combattività delle truppe delle due parti e di totale devastazione della capitale ungherese.